# Dalriada
Dalriada (skotsk gælisk: Dál Riata) var i middelalderen et gælisk kongedømme, som lå i vore dages Skotland og Nordirland. Kongeslægten kom oprindelig fra Antrim i Ulster og migrerede formodentligt i slutningen af det 5. århundrede til Argyll i Skotland. Den første kendte konge af Dalriada var Fergus 1., som herskede ca. 500–501.[kilde mangler]
De første konger af Dalriada var fortsat i et afhængighedsforhold til overkongerne i Ulaid, men under Aedan mac Gabráin (ca. 574–ca. 608) blev Dalriada den dominerende magt i Ulster. Han opbyggede en stærk flåde, førte krig mod naborigerne, og foretog plyndringstogter så langt væk som Man og Orkneyøerne. På land havde han dog ikke den samme succes, og i 603 blev han besejret af Æthelfrid af Northumbria i slaget ved Daegsastane. 
Kongedømmets indflydelse i Ulster dalede kraftigt i 637, da de irske dalriadaene blev besejret af O'Neill-klanen i slaget ved Mag Rath. Fra da af fokuserede Dalriadas konger på områderne i Skotland. Hovedrivalerne her var pikterne i nord og angelsakserne i Bernicia mod øst. 
Dunadd i Argyll ser ud til at have været kongernes hovedsæde. Udgravninger på stedet har vist, at der er flere befæstninger her, og man har også fundet mange støbeforme til produktion af smykker. En bolig- og folketælling, Senchus fer n'Alba som muligvis oprindeligt stammer fra det 7. århundrede, er bevaret i en kopi fra det 10. århundrede.
Dalriada blev erobret af pikterne, men den gæliske kultur fortsatte med at være dominerende. Den første konge af de forenede piktere og skotter var Kenneth mac Alpin (840–857), som selv var søn af den sidste konge af Dalriada, Alpin 2.
Med vikingetogterne i det 10. århundrede blev kontakten mellem de irske og skotske dalriadaene endeligt afbrudt; men Stone of Scone, stenen som blev brugt ved kroningen af de skotske konger, blev bragt over til Skotland.

## Konger af Dalriada
Kongedømmet blev grundlagt af emigranter fra Irland, og der er grund til at antage, at det drejer sig om en fortsættelse af en ældre kongelinje. Efter den sidste konges død blev hans arving konge af hele Skotland under navnet Kenneth 1.
De fleste årstal i listen er blot omtrentlige, da der ikke findes sikre kilder:
- Fergus 1. af Dalriada 500-501
- Domangart 1. af Dalriada 501-507
- Comgall af Dalriada 507-538
- Gabhran af Dalriada 538-558
- Conall 1. af Dalriada 558-574
- Aedan af Dalriada 574-608
- Eochaid 1. af Dalriada 608-629
- Connad af Dalriada 629
- Domnal af Dalriada 629-642
- Ferchar 1. af Dalriada 642-650
- Dunchad af Dalriada 650-654
- Conall 2. af Dalriada 650-660
- Domangart 2. af Dalriada 660-673
- Maelduin af Dalriada 673-688
- Domnall af Dalriada 688-695
- Ferchar 2. af Dalriada 695-697
- Eochaid 2. af Dalriada 697
- Ainbcellach af Dalriada 697-698
- Fiannamail af Dalriada 698-700
- Selbach af Dalriada 700-723
- Dungal af Dalriada 723-726
- Eochaid 3. af Dalriada 726-733
- Alpin 1. af Dalriada 733
- Muiredach af Dalriada 733-736
- Eogan af Dalriada 736-739
- Aed af Dalriada 739-778
- Fergus 2. af Dalriada 778-781
- Eochaid 4. af Dalriada 781
- Konstantin af Dalriada 781-820
- Oengus af Dalriada 820-834
- Drust af Dalriada 834-837
- Eoganan af Dalriada 837-839
- Alpin 2. af Dalriada 839-841